# Michael Stollwerk
Michael Stollwerk (* 5. März 1962 in Solingen; † 4. Mai 2023) war ein deutscher Theologe, Unternehmensberater und Publizist.

## Leben und Wirken
Michael Stollwerk studierte Theologie und Orientalistik in Wuppertal, Bonn, Tübingen und Edinburgh und wirkte anschließend von 1992 bis 2006 als evangelischer Pfarrer am Dom zu Wetzlar. Während seiner Tätigkeit dort kam es zu Konversionen von Muslimen, die Stollwerk zunächst im christlichen Glauben unterrichtete und dann taufte. Als Stipendiat der United Methodist Church of America in Washington, D.C. absolvierte er von 2001 bis 2004 ein berufsbegleitendes Studium mit dem Schwerpunkt „Christian Mission in a Postmodern World“ und graduierte 2004 zum Dr. of Ministry. Seit 2006 wirkte er freiberuflich als systemischer Berater und Businesscoach, und war publizistisch tätig. Zudem war er Referent bei Veranstaltungen zu Glaubensthemen sowie auch zum Beispiel zu Themen des Klimaschutzes und der Persönlichkeitsentwicklung.
Seit 2016 war Stollwerk Pfarrer der Reformierten Kirche in Stäfa in der Schweiz und dort „Bereichsleiter Kultur Erwachsene“.
Während des Lockdowns in der Covid-19-Pandemie im Frühjahr 2020 trat er mit sogenannten Quartier- und Gartengottesdiensten in Erscheinung, indem er von einer Pferdekutsche bzw. einem Cabriolet aus Andachten vor Seniorenwohnheimen und Wohnquartieren hielt. In einem Beitrag des Schweizer Fernsehens (SRF) setzte sich Stollwerk in diesem Zusammenhang für offene Kirchen und die Anerkennung der Systemrelevanz seelsorglichen und gottesdienstlichen Handelns in Pandemiezeiten ein. Er war Verfasser eines von der Evangelischen Kirche empfohlenen Kurses zu Grundfragen des Glaubens.
Stollwerk war Gründungsmitglied des Mehrgenerationen-Wohnprojektes „Weiter Raum e. V.“ in Wetzlar und gehörte seit der Verlagerung seines Lebensmittelpunktes in die Schweiz zum Freundeskreis des Kapuzinerklosters Rapperswil.
Michael Stollwerk war Vater einer erwachsenen Tochter. Er starb unerwartet am 4. Mai 2023 im Alter von 61 Jahren in seinem Zuhause.

## Publikationen (Auswahl)
- Contemporary Worship versus Traditional Service. About the Implementation of a Missing Link. WTS Publications, Washington D.C. 2004.
- Das Comeback der Priester und Propheten. Vom Mehrwert eines Theologen im Unternehmen. Freimund Verlag, Neuendettelsau 2011, ISBN 978-3-86540-092-5.
- 3 x 3 Überlebenshilfen für gestresste Prediger. Bewegendes zu Weihnachten, Ostern und Pfingsten. Fromm Verlag, Saarbrücken 2012, ISBN 978-3-8416-0331-9.
- mit Alexander Fischer: You’ll never walk alone. Der Begleiter zur Fußball-WM 2014. Mit einem Vorwort von Reiner Calmund & Dieter Kürten, Brunnen Verlag, 2014, ISBN 978-3-7655-4218-3.
- mit Alexander Fischer: You'll never walk alone. Der neue Begleiter zur Fußball-EM 2016. Mt einem Vorwort von Mario Götze, Brunnen Verlag, Gießen 2015, ISBN 978-3-7655-4280-0.
- Frische Brise für die Seele, 366 Geschichten, die einfach gut tun. Brunnen Verlag Gießen, 3. Aufl. 2015, ISBN 978-3-7655-2039-6.
- Leben im Land des Glaubens. 7 Perspektiven für ein spannendes Christsein. Brunnen Verlag, Gießen 2020, ISBN 978-3-7655-2100-3.
- 7 Perspektiven. Leben im Land des Glaubens. Ein Nachfolgekurs für Christen, die weiterkommen wollen. Brunnen Verlag, Gießen 2020, ISBN 978-3-7655-2962-7.

Liedtexte
- Märchenlieder zu den schönsten Märchen der Brüder Grimm. Texte von Michael Stollwerk und Rolf Krenzer, Musik: Siegfried Fietz, Abakus Musikverlag, Greifenstein 2013, ISBN 978-3-88124-526-5.
- Wahrer Glaube liebt das Denken. In: Siegfried Fietz, Ich glaube. Abakus Musikverlag, Greifenstein 2013, CD.